# Piatnítskoie
Piatnítskoie (en rus: Пятницкое) és un poble de l'óblast de Kursk, a Rússia, que en el cens del 2010 tenia 15 habitants. Pertany al districte rural de Gorxétxnoie.